# Torre Madliena

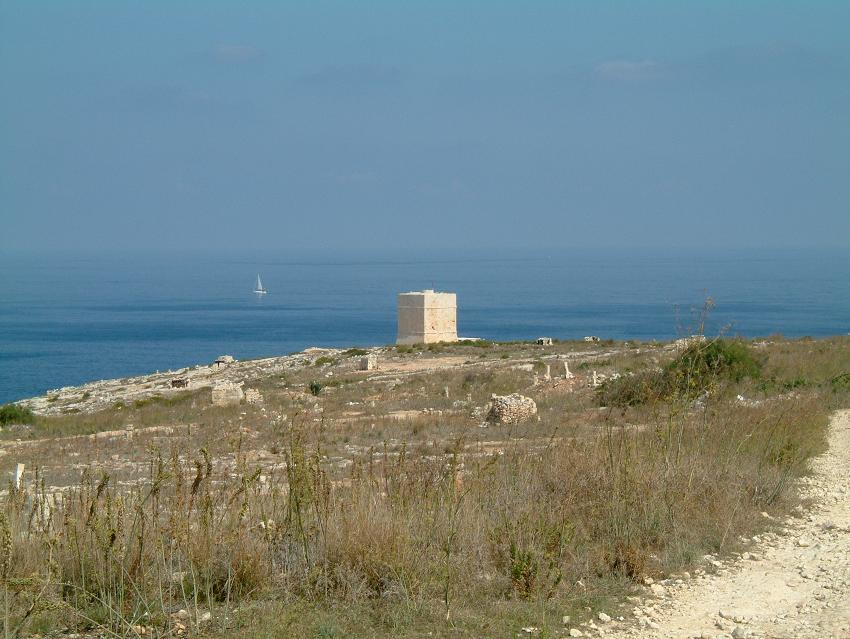
Torre Madliena

La Torre de Madliena és una fortificació de l'illa de Malta, construïda pels cavallers de l'Orde de Sant Joan de Jerusalem. Es tracta d'una torre de vigilància situada a la costa nord de l'illa, a prop del lloc anomena Ras L-Irqieqa.
Es tracta d'una de les tretze Torres de Redín que permetien la comunicació entre l'illa de Gozo amb el quarter general dels cavallers a Malta. Aquest sistema fou construït sota el mestratge de Martín de Redín. A l'oest hi ha la Torre de Sant Marc, també anomenada Qalet Marku, i a l'est hi ha la Torre de Sant Julià.
Durant el domini britànic de l'illa, la torre va continuar essent una instal·lació militar i s'hi va instal·lar un canó de baix calibre. Per aquest motiu la torre va patir diferents modificacions i més tard s'hi van unir altres estructures. La porta original del segon pis es va tapiar i ja no és visible, l'accés es fa a nivell amb una porta metàl·lica; la placa commemorativa del Gran Mestre es va substituir per una llosa; finalment hi ha danys a la cara sud de la torre. Molt a prop, també hi ha estructures de la II Guerra Mundial.